# Morettia philaeana
Morettia philaeana är en korsblommig växtart som först beskrevs av Alire Raffeneau Delile, och fick sitt nu gällande namn av Dc. Morettia philaeana ingår i släktet Morettia och familjen korsblommiga växter. Inga underarter finns listade i Catalogue of Life.